# Bart Looije
Bart Looije (Rotterdam, 19 december 1968) speelde 43 officiële interlands (0 doelpunten) voor de Nederlandse hockeyploeg. De doelman maakte zijn debuut voor het Nederlands elftal bij het Europees kampioenschap hockey (1991) in Parijs: op 12 juni in de met 9-0 gewonnen groepswedstrijd tegen Zwitserland.
Na het afscheid van Frank Leistra in 1992 leek Looije de voorkeur te krijgen, maar hij verloor uiteindelijk de concurrentiestrijd van Ronald Jansen. In 1997 keerde de goalie echter terug in de nationale ploeg en verdrong hij Guus Vogels een jaar later in de selectie voor het wereldkampioenschap hockey (1998) in Utrecht. Niet veel later speelde Looije zijn laatste interland: op 22 augustus in Hamburg tegen India.
De student geschiedenis speelde achtereenvolgens voor Tempo '34, HGC, Amsterdam en HC Rotterdam. Bij die laatste club zwaaide hij af in het voorjaar van 2003, en trad hij twee jaar later in dienst als assistent-coach van de op dat moment naar de hoofdklasse teruggekeerde mannenploeg. Hij heeft ook enige tijd de mannen van HC Klein Zwitserland gecoacht.
Floris Jan Bovelander · 
Jacques Brinkman · 
Marc Delissen · 
Cees Jan Diepeveen · 
Pieter van Ede · 
Maarten van Grimbergen · 
Taco van den Honert · 
Leo Klein Gebbink · 
Hendrik Jan Kooijman · 
Harrie Kwinten · 
Frank Leistra · 
Bart Looije · 
Wouter van Pelt · 
Bastiaan Poortenaar · 
Stephan Veen · 
Gijs Weterings ·
Coach: Hans Jorritsma